# Peperomia argyroneura
Peperomia argyroneura är en pepparväxtart som beskrevs av Carl Karl Adolf Georg Lauterbach. Peperomia argyroneura ingår i släktet peperomior, och familjen pepparväxter. Inga underarter finns listade i Catalogue of Life.